# Cain Velasquez
Cain Ramirez Velasquez (Salinas, 28 luglio 1982) è un wrestler ed ex artista marziale misto statunitense di origini messicane.
Tra il 2010 e il 2011 e, di nuovo, tra il 2012 e il 2015 è stato il campione dei pesi massimi della Ultimate Fighting Championship (UFC).
Nel 2010 è stato nominato Fighter of the Year da diverse riviste del settore, tra cui Inside MMA, MMA Live e Sherdog.

## Biografia
Il padre di Velasquez, Efrain, entrò negli USA dal Messico illegalmente e poi incontrò Isabel, che sposò e così ottenne la cittadinanza. La coppia ha avuto tre figli: Adela, Efrain Jr e appunto Cain.
Si è diplomato alla Kofa High School, dove mise insieme un record di 110-10 in quattro anni comprese due vittorie nella "5A Arizona Wrestling Championship". Cain ha anche giocato a football per tre anni e durante l'ultimo anno è stato capitano sia della squadra di lotta che di quella di football.
Dopo aver preso il diploma alla Kofa, Cain si iscrive allo Iowa Central Community College dove pratica lotta per un anno e vince il campionato nazionale NJCAA. Successivamente si laurea presso l'ASU, dove continua a praticare lotta per tre anni stabilendo un record di 86–17, piazzandosi al quinto posto del paese nel 2005 e al quarto nel 2006. In questo periodo Cain si allena insieme ai futuri fighter Ryan Bader e C.B. Dollaway.
È molto orgoglioso delle sue origini messicane, come testimoniano il suo tatuaggio sul petto che reca la scritta "Brown Pride", l'ingresso nella gabbia con la bandiera messicana sulle spalle e la dedica alla comunità latinos dopo la conquista del titolo dei pesi massimi nel 2010. La stessa UFC sfruttò molto questa caratteristica per renderlo popolare: dopo la vittoria della cintura Dana White definì Velasquez il primo messicano campione dei pesi massimi UFC e sul volantino dell'evento UFC 155: Dos Santos vs. Velasquez II venne rappresentato con alle spalle la bandiera messicana, mentre dos Santos venne posto dinanzi a quella del Brasile.
Velasquez e la sua fidanzata hanno avuto una bambina il 6 maggio 2009 e si sono sposati il 28 maggio 2011.
Il 2 marzo 2022 Velasquez è stato arrestato in California con l'accusa di tentato omicidio. Velasquez aveva inseguito l'auto del molestatore di suo figlio e aveva esploso vari colpi d'arma da fuoco verso il veicolo, in pieno centro abitato.
Il 24 marzo 2025 viene condannato a 5 anni di reclusione, meno i 9 mesi già scontati, per i reati compiuti nel 2022.

## Caratteristiche tecniche
Velasquez è riconosciuto come uno dei più forti combattenti della sua categoria di peso, abilissimo nei takedown e nel tenere un ritmo elevatissimo grazie a delle doti aerobiche eccezionali per un lottatore della sua stazza.
Allenandosi costantemente all'American Kickboxing Academy ha sviluppato un veloce e potente striking, in particolare con i pugni, che combinato con la sua abilità negli atterramenti forma un gameplan volto a portare a terra l'avversario e poter così dar vita ad un ground and pound devastante dal quale diviene molto difficile difendersi.

## Carriera nelle arti marziali miste

### Gli inizi (2006–2008)
Velasquez fa il suo debutto nelle MMA il 7 ottobre 2006 contro Jesse Fujarczyk all'evento Strikeforce: Tank vs. Buentello vincendo per KO tecnico al primo round; successivamente affronta Jeremiah Constant all'evento BodogFight: St. Petersburg vincendo di nuovo per KO tecnico al quarto minuto del primo round.

### Ultimate Fighting Championship (2008–2019)
Debutta in UFC contro Brad Morris all'evento UFC 83 vincendo per TKO al primo round; al match successivo sconfigge Jake O'Brien a UFC Fight Night 14 sempre per TKO al primo round.
Affronta poi Denis Stojnić a UFC Fight Night 17: il match viene fermato dall'arbitro durante il secondo round e Velasquez ottiene così un'altra vittoria per TKO vincendo anche il premio Knockout of the Night. Il match seguente si tiene a UFC 99 contro il gatekeeper Cheick Kongo: Velasquez si dimostra ancora una volta dominatore mettendo a segno 251 colpi e vincendo per decisione unanime (30–27 da parte di tutti i giudici).
Il nuovo avversario di Velasquez avrebbe dovuto essere Shane Carwin e il vincitore avrebbe combattuto poi per il titolo dei pesi massimi contro il detentore della cintura Brock Lesnar, ma il match salta e Velasquez viene quindi chiamato ad affrontare Ben Rothwell a UFC 104: Velasquez sconfigge Rothwell per TKO al secondo round.
Velasquez affronta poi l'ex campione dei pesi massimi Pride e UFC Antônio Rodrigo Nogueira il 20 febbraio 2010 a UFC 110: prima dell'inizio del match alcuni prevedevano la vittoria di Nogueira a causa di ipotetiche lacune nello striking di Velasquez ma vengono totalmente smentiti quando il messicano vince per TKO al primo round ottenendo anche il premio Knockout of the Night.
Il 23 ottobre 2010, a UFC 121, Velasquez sconfigge Brock Lesnar per il titolo dei pesi massimi UFC vincendo per TKO al primo round e guadagnando anche il premio Knockout of the Night; durante l'incontro, tuttavia, Velasquez si infortuna alla spalla destra in modo tale da necessitare l'intervento chirurgico e inizialmente si prevede un'assenza di sei-otto mesi. L'operazione alla spalla si conclude con successo e Velasquez è pronto per tornare a combattere per l'autunno 2011.
Avrebbe dovuto difendere per la prima volta il titolo contro Junior dos Santos, il 19 novembre 2011 a UFC 139, ma successivamente il match è stato anticipato al 12 novembre 2011 a UFC on FOX per trasmetterlo il giorno del debutto della UFC sul canale televisivo Fox.. Contrariamente alle previsioni della vigilia il match si rivela a senso unico a favore di dos Santos che, dopo soli 64 secondi, mette KO il campione con un potente destro infliggendogli la prima pesante sconfitta della carriera. Nel post match Velasquez si mostra visibilmente affranto per l'andamento dell'incontro, venendo inoltre apertamente criticato dal presidente UFC Dana White per la condotta di gara scelta.
Il ritorno nell'ottagono per Velasquez avviene a UFC 146 contro Frank Mir in un incontro che determinerà il primo sfidante al titolo dei pesi massimi detenuto dal vincitore del match tra dos Santos e Alistair Overeem: a causa però di un controllo antidoping su Overeem risultato positivo, l'olandese venne escluso e rimpiazzato proprio con Mir mentre Velasquez venne abbinato con Antônio Silva. L'incontro con Silva è a senso unico, in quanto l'ispanico porta l'avversario a terra subito e lo controlla con un violento e costante ground and pound che porta a far sanguinare Silva al volto: il KO tecnico viene chiamato già nel primo round.
Il 29 dicembre 2012 a Las Vegas, all'evento UFC 155: Dos Santos vs. Velasquez II, il messicano si laurea per la seconda volta in carriera campione dei pesi massimi UFC dominando Dos Santos nel rematch e vendicando così l'unica sua sconfitta in carriera; nel 2013 esce vittorioso anche dalla prima difesa del titolo nel rematch contro Antônio Silva, incontro vinto agevolmente per KO tecnico nel primo round. Nell'ottobre dello stesso anno chiude definitivamente la trilogia contro Junior Dos Santos difendendo nuovamente il titolo in un incontro dominato sin dall'inizio e concluso con la prima sconfitta in carriera del brasiliano per KO tecnico; al termine del match, tuttavia, Velasquez riportò un nuovo infortunio alla spalla e fu necessario un secondo intervento.
Nel 2014 ad ottenere il ruolo di nuovo sfidante al titolo fu il brasiliano Fabrício Werdum, anch'esso molto popolare nel mondo delle arti marziali miste latinoamericane, e la sfida tra i due venne programmata per novembre con la prima uscita della UFC dal suolo statunitense verso il Messico, dove Cain veniva considerato un idolo; i due vennero inoltre scelti come allenatori della prima stagione del reality show The Ultimate Fighter incentrata su lottatori provenienti da paesi dell'America Latina. In ottobre, tuttavia, Cain si infortunò ad un ginocchio e dovette dare forfeit, rimandando quindi il suo esordio in Messico e venendo sostituito da Mark Hunt, che quindi affrontò Werdum in un match valido per il titolo dei pesi massimi ad interim. L'incontro tra i due viene dominato totalmente da Werdum.
Il match contro Werdum per unificare i due titoli si tenne il 13 giugno all'evento UFC 188: Cain venne dominato per la prima volta per l'intera durata dell'incontro, venendo infine sconfitto al terzo round con una ghigliottina. Questa fu la sua prima sconfitta per sottomissione in carriera.
A febbraio del 2016 avrebbe dovuto affrontare nuovamente Werdum per riconquistare il titolo perso all'evento UFC 196; il 23 gennaio, tuttavia, Velasquez dovette rinunciare al match per un infortunio alla schiena e al suo posto venne inserito Stipe Miočić. Il giorno seguente anche Werdum annunciò un infortunio, portando la UFC a cancellare momentaneamente l'evento (che divenne una Fight Night). Il 9 luglio affrontò Travis Browne all'evento UFC 200: dopo alcuni scambi in piedi Velasquez riuscì a portare il suo avversario al tappeto e da tale posizione pose fine all'incontro con il ground and pound, vincendo per KO tecnico a soli 3 secondi dalla fine del primo round. Con questa vittoria ottenne il premio Performance of the Night.
Velasquez avrebbe poi dovuto affrontare in un rematch l'ormai ex campione Werdum a dicembre del 2016, ma la commissione atletica del Nevada negò al messicano la possibilità di combattere a causa di alcuni problemi fisici da parte dell'atleta.
Torna a combattere il 17 febbraio 2019 nel primo evento UFC su ESPN, venendo tuttavia sconfitto per KO dopo soli ventisei secondi da Francis Ngannou.

## Carriera nel wrestling

### Lucha Libre AAA Worldwide (2018–2019)
Cain Velasquez fece il suo debutto nel wrestling professionistico a Triplemania XXVII, evento della Lucha Libre AAA Worldwide, dove, in squadra con Cody Rhodes e Psycho Clown sconfisse Taurus, Texano e Killer Kross.

### World Wrestling Entertainment (2019–2020)
Cain Velasquez ha fatto la sua prima apparizione in WWE nella puntata speciale SmackDown 20th Anniversary del 4 ottobre 2019 dove, accompagnato da Rey Mysterio, ha attaccato Brock Lesnar (suo ex-avversario in UFC) dopo che questi ha conquistato il WWE Championship contro Kofi Kingston. In seguito, nella puntata dell'11 ottobre, Velasquez ha lanciato la sfida a Lesnar per Crown Jewel. Il 31 ottobre, a Crown Jewel, Velasquez ha infine affrontato Lesnar per il WWE Championship ma è stato sconfitto.
Il 28 aprile 2020 Velasquez è stato svincolato dalla WWE.

## Risultati nelle arti marziali miste
| Risultato | Record | Avversario        | Metodo                       | Evento                               | Data             | Round | Tempo | Luogo             | Note                                   |
| --------- | ------ | ----------------- | ---------------------------- | ------------------------------------ | ---------------- | ----- | ----- | ----------------- | -------------------------------------- |
| Sconfitta | 14-3   | Francis Ngannou   | KO (pugni)                   | UFC on ESPN: Ngannou vs. Velasquez   | 17 febbraio 2019 | 1     | 0:26  | Phoenix           |                                        |
| Vittoria  | 14-2   | Travis Browne     | KO Tecnico (pugni)           | UFC 200: Tate vs. Nunes              | 9 luglio 2016    | 1     | 4:57  | Las Vegas         | Performance of the Night               |
| Sconfitta | 13-2   | Fabrício Werdum   | Sottomissione (ghigliottina) | UFC 188: Velasquez vs. Werdum        | 13 giugno 2015   | 3     | 2:13  | Città del Messico | Perde il titolo dei pesi massimi UFC   |
| Vittoria  | 13-1   | Junior dos Santos | KO Tecnico (pugni)           | UFC 166: Velasquez vs. dos Santos 3  | 19 ottobre 2013  | 5     | 3:09  | Houston           | Difende il titolo dei pesi massimi UFC |
| Vittoria  | 12-1   | Antônio Silva     | KO Tecnico (pugni)           | UFC 160: Velasquez vs. Bigfoot 2     | 25 maggio 2013   | 1     | 1:21  | Las Vegas         | Difende il titolo dei pesi massimi UFC |
| Vittoria  | 11-1   | Junior dos Santos | Decisione (unanime)          | UFC 155: Dos Santos vs. Velasquez II | 29 dicembre 2012 | 5     | 5:00  | Las Vegas         | Vince il titolo dei pesi massimi UFC   |
| Vittoria  | 10-1   | Antônio Silva     | KO Tecnico (pugni)           | UFC 146: Dos Santos vs. Mir          | 26 maggio 2012   | 1     | 3:36  | Las Vegas         |                                        |
| Sconfitta | 9-1    | Junior dos Santos | KO Tecnico (pugni)           | UFC on Fox: Velasquez vs. Dos Santos | 13 novembre 2011 | 1     | 1:04  | Anaheim           | Perde il titolo dei pesi massimi UFC   |
| Vittoria  | 9-0    | Brock Lesnar      | KO Tecnico (pugni)           | UFC 121: Lesnar vs. Velasquez        | 23 ottobre 2010  | 1     | 4:12  | Anaheim           | Vince il titolo dei pesi massimi UFC   |
| Vittoria  | 8-0    | Antônio Nogueira  | KO (pugni)                   | UFC 110: Nogueira vs. Velasquez      | 21 febbraio 2010 | 1     | 1:20  | Sydney            | Knockout of the Night                  |
| Vittoria  | 7-0    | Ben Rothwell      | KO Tecnico (pugni)           | UFC 104: Machida vs. Shogun          | 24 ottobre 2009  | 2     | 0:58  | Los Angeles       |                                        |
| Vittoria  | 6-0    | Cheick Kongo      | Decisione (unanime)          | UFC 99: The Comeback                 | 13 giugno 2009   | 3     | 5:00  | Colonia           |                                        |
| Vittoria  | 5-0    | Denis Stojnić     | KO Tecnico (pugni)           | UFC Fight Night: Lauzon vs Stephens  | 7 febbraio 2009  | 2     | 2:34  | Tampa             | Knockout of the Night                  |
| Vittoria  | 4-0    | Jake O'Brien      | KO Tecnico (pugni)           | UFC: Silva vs Irvin                  | 19 luglio 2008   | 1     | 2:02  | Las Vegas         |                                        |
| Vittoria  | 3-0    | Brad Morris       | KO Tecnico (pugni)           | UFC 83: Serra vs St-Pierre 2         | 19 aprile 2008   | 1     | 2:10  | Montréal          | Debutto in UFC                         |
| Vittoria  | 2-0    | Jeremiah Constant | KO Tecnico (pugni)           | bodogFight: St. Petersburg           | 16 dicembre 2006 | 1     | 4:00  | San Pietroburgo   |                                        |
| Vittoria  | 1-0    | Jesse Fujarczyk   | KO Tecnico (pugni)           | Strikeforce: Tank vs Buentello       | 7 ottobre 2006   | 1     | 1:58  | Fresno            | Debutto in Strikeforce                 |

## Nel wrestling

### Musiche d'ingresso
- Combatiente dei CFO$ (WWE; 4 ottobre 2019–31 ottobre 2019)

## Filmografia
- Kickboxer - La vendetta del guerriero, regia di John Stockwell (2016)
- Tempo limite, regia di Peter Billingsley (2016)